# Ana García Quirós
Ana María García Quirós (ur. 24 lutego 1993) – hiszpańska zapaśniczka walcząca w stylu wolnym. Złota medalistka mistrzostw śródziemnomorskich w 2016 i brązowa w 2015 roku.